# Diego de Muros I
Diego de Muros (Santiago de Compostela, 1405-Ciudad Rodrigo, diciembre de 1492), mercedario (OdeM), teólogo, catedrático, predicador y embajador real español, obispo de Tuy y Ciudad Rodrigo.

## Introducción
La coexistencia de tres personajes pertenecientes a una misma familia, naturales todos ellos de la población de Muros, en La Coruña, que llegarían a ser obispos, y llevando el nombre de Diego de Muros, ha ocasionado durante siglos mucha confusión entre los historiadores. 
Ahora, el manejo de la documentación custodiada en los archivos vaticanos, así como el hallazgo en España de nuevos documentos, ha posibilitado que se haya logrado poner a cada cual en el lugar que históricamente le corresponde.
Junto a Diego de Muros I, patriarca de esta dinastía de clérigos, coexistieron Diego de Muros II, quien fue Obispo de Canarias, y Diego de Muros III, quien, entre otros cargos ostentó el de Deán de Santiago de Compostela, ciudad en la que fundó el Hospital de los Reyes Católicos.

## Diego de Muros I
Fraile mercedario, originario de la población coruñesa de Muros, como toda su familia, intervino, junto a Mendoza, en favor de la causa socesoria que enfrentó a Isabel la Católica y Juana la Beltraneja.
Consagrado obispo, pasó a ocupar la sede de Tuy, actual Diócesis de Tuy-Vigo, el 12 de junio de 1482, defendiendo, incluso con las armas los intereses de los Reyes Católicos frente a los de la nobleza gallega. De igual manera, no dudó en tomar las armas contra los portugueses, quienes pretendían conquistar Galicia.
El 1 de junio de 1487 fue trasladado a la sede episcopal de Ciudad Rodrigo, Salamanca, lugar en el que falleció en 1492.
| Predecesor: Rodrigo de Vergara | Diócesis de Tuy-Vigo 1472-1487     | Sucesor: Pedro Beltrán  |
| Predecesor: Pedro Beltrán      | Obispo de Ciudad Rodrigo 1487-1492 | Sucesor: Juan de Ortega |